# Петліха
Петлі́ха (рос. Петлиха) — селище у складі Усть-Пристанського району Алтайського краю, Росія. Входить до складу Нижньогусіхинської сільської ради.

## Населення
Населення — 60 осіб (2010; 86 у 2002).
Національний склад (станом на 2002 рік):
- росіяни — 99 %